# Bad Berka (stacja kolejowa)
Bad Berka (niem. Bahnhof Bad Berka) – stacja kolejowa w Bad Berka, w kraju związkowym Turyngia, w Niemczech. Znajduje się na linii Weimar – Kranichfeld. Według DB Station&Service ma kategorię 7. 

## Linie kolejowe
- Linia Weimar – Kranichfeld
- Linia Bad Berka – Blankenhain